# Charles Frédéric Gerhardt
Charles Frédéric Gerhardt (n. 21 august 1816, Strasbourg, Franța – d. 19 august 1856, Strasbourg, Franța) a fost un chimist francez. Este cunoscut pentru faptul că a reformat notațiile utilizate pentru formule chimice (în perioada 1843–1846) și că a sintetizat acidul acetilsalicilic (în formă instabilă și impură).

## Legături externe
- „Gerhardt, Karl Friedrich”. Encyclopedia Americana. 1920.